# Hawthorne (Fernsehserie)/Episodenliste

Logo zur Serie

Diese Episodenliste enthält alle Episoden der US-amerikanischen Dramaserie Hawthorne, sortiert nach der US-amerikanischen Erstausstrahlung. Zwischen 2009 und 2011 entstanden in drei Staffeln 30 Episoden mit einer Länge von jeweils etwa 40 Minuten.

## Übersicht
| Staffel | Episodenanzahl | Erstausstrahlung USA | Erstausstrahlung USA | Deutschsprachige Erstausstrahlung | Deutschsprachige Erstausstrahlung |
| Staffel | Episodenanzahl | Staffelpremiere      | Staffelfinale        | Staffelpremiere                   | Staffelfinale                     |
| ------- | -------------- | -------------------- | -------------------- | --------------------------------- | --------------------------------- |
| 1       | 10             | 16. Juni 2009        | 18. August 2009      | 13. Januar 2010                   | 17. März 2010                     |
| 2       | 10             | 22. Juni 2010        | 24. August 2010      | 4. März 2011                      | 13. Mai 2011                      |
| 3       | 10             | 14. Juni 2011        | 16. August 2011      | 21. September 2012                | 23. November 2012                 |

## Staffel 1
Die Erstausstrahlung der ersten Staffel war vom 16. Juni 2009 bis zum 18. August 2009 auf dem US-amerikanischen Kabelsender TNT zu sehen. Die deutschsprachige Erstausstrahlung sendete der deutsche Free-TV-Sender ProSieben vom 13. Januar bis zum 17. März 2010.
| Nr. (ges.) | Nr. (St.) | Deutscher Titel    | Originaltitel          | Erstausstrahlung USA | Deutschsprachige Erstausstrahlung (D) | Regie          | Drehbuch                     |
| ---------- | --------- | ------------------ | ---------------------- | -------------------- | ------------------------------------- | -------------- | ---------------------------- |
| 1          | 1         | Ich will leben!    | Pilot                  | 16. Juni 2009        | 13. Jan. 2010                         | Mikael Salomon | John Masius                  |
| 2          | 2         | Isabel und Moses   | Healing Time           | 23. Juni 2009        | 20. Jan. 2010                         | Arvin Brown    | John Masius                  |
| 3          | 3         | Shakespeares Traum | Yielding               | 30. Juni 2009        | 27. Jan. 2010                         | Jeff Bleckner  | Sarah Thorp                  |
| 4          | 4         | Glücksfälle        | All the Wrong Places   | 7. Juli 2009         | 3. Feb. 2010                          | Andy Wolk      | Glen Mazzara                 |
| 5          | 5         | Die zweite Meinung | The Sense of Belonging | 14. Juli 2009        | 10. Feb. 2010                         | Mike Robe      | Anna C. Miller               |
| 6          | 6         | Vertrauenssache    | Trust Me               | 21. Juli 2009        | 17. Feb. 2010                         | Ed Bianchi     | Jeff Rake                    |
| 7          | 7         | Nachtschicht       | Night Moves            | 28. Juli 2009        | 24. Feb. 2010                         | Roxann Dawson  | Bill Chais                   |
| 8          | 8         | Risiko             | No Guts, No Glory      | 4. Aug. 2009         | 3. März 2010                          | Andy Wolk      | Laurie Arent                 |
| 9          | 9         | Niederlagen        | Mother’s Day           | 11. Aug. 2009        | 10. März 2010                         | Jeff Bleckner  | Glen Mazzara                 |
| 10         | 10        | Abschiede          | Hello and Goodbye      | 18. Aug. 2009        | 17. März 2010                         | Jeff Bleckner  | Sarah Thorp & Anna C. Miller |

## Staffel 2
Die Erstausstrahlung der zweiten Staffel war vom 22. Juni 2010 bis zum 24. August 2010 auf dem US-amerikanischen Kabelsender TNT zu sehen. Die deutschsprachige Erstausstrahlung sendete der deutsche Free-TV-Sender sixx vom 4. März bis zum 13. Mai 2011.
| Nr. (ges.) | Nr. (St.) | Deutscher Titel    | Originaltitel     | Erstausstrahlung USA | Deutschsprachige Erstausstrahlung (D) | Regie         | Drehbuch                                         |
| ---------- | --------- | ------------------ | ----------------- | -------------------- | ------------------------------------- | ------------- | ------------------------------------------------ |
| 11         | 1         | Umzug in die Hölle | No Excuses        | 22. Juni 2010        | 4. März 2011                          | Jeff Bleckner | Glen Mazzara                                     |
| 12         | 2         | Heimlich schwarz   | The Starting Line | 29. Juni 2010        | 11. März 2011                         | Ed Bianchi    | John Masius & Erica Shelton                      |
| 13         | 3         | Der Unfall         | Road Narrows      | 6. Sep. 2010         | 18. März 2011                         | Ed Bianchi    | Sang Kyu Kim                                     |
| 14         | 4         | Todgeweiht         | Afterglow         | 13. Juli 2010        | 25. März 2011                         | Jeff Bleckner | Darin Goldberg & Shelley Meals                   |
| 15         | 5         | Ein Freudentag     | The Match         | 20. Juli 2010        | 1. Apr. 2011                          | Mike Robe     | Adam E. Fierro & Glen Mazzara                    |
| 16         | 6         | Geheimnisse        | Final Curtain     | 27. Juli 2010        | 8. Apr. 2011                          | Tricia Brock  | Sarah Thorp                                      |
| 17         | 7         | Zweite Geige       | Hidden Truths     | 3. Aug. 2010         | 15. Apr. 2011                         | Jeff Bleckner | Darin Goldberg & Shelley Meals                   |
| 18         | 8         | Mutterinstinkt     | A Mother Knows    | 10. Aug. 2010        | 29. Apr. 2011                         | Tricia Brock  | Erica Shelton                                    |
| 19         | 9         | Drei Aufgaben      | Picture Perfect   | 17. Aug. 2010        | 6. Mai 2011                           | Jeff Bleckner | Adam E. Fierro & Lisa Randolph                   |
| 20         | 10        | Ausweglos          | No Exit           | 24. Aug. 2010        | 13. Mai 2011                          | Jeff Bleckner | Glen Mazzara Idee: Adam E. Fierro & Glen Mazzara |

## Staffel 3
Die Erstausstrahlung der dritten Staffel war vom 14. Juni bis zum 16. August 2011 auf dem US-amerikanischen Kabelsender TNT zu sehen. Die deutschsprachige Erstausstrahlung sendete der deutsche Free-TV-Sender sixx vom 21. September bis zum 23. November 2012.
| Nr. (ges.) | Nr. (St.) | Deutscher Titel                   | Originaltitel              | Erstausstrahlung USA | Deutschsprachige Erstausstrahlung (D) | Regie              | Drehbuch                        |
| ---------- | --------- | --------------------------------- | -------------------------- | -------------------- | ------------------------------------- | ------------------ | ------------------------------- |
| 21         | 1         | In guten wie in schlechten Zeiten | For Better or Worse        | 14. Juni 2011        | 21. Sep. 2012                         | Peter Werner       | John Tinker                     |
| 22         | 2         | Am Tiefpunkt                      | Fight or Flight            | 21. Juni 2011        | 28. Sep. 2012                         | Seith Mann         | Sang Kyu Kim                    |
| 23         | 3         | Der verlorene Vater               | Parental Guidance Required | 28. Juni 2011        | 5. Okt. 2012                          | Mike Robe          | Allison Robbins & John Romano   |
| 24         | 4         | Tag der offenen Tür               | A Fair to Remember         | 5. Juli 2011         | 12. Okt. 2012                         | Stephen Gyllenhaal | Darin Goldberg & Shelley Meals  |
| 25         | 5         | Der Verdacht                      | Let Freedom Sing           | 12. Juli 2011        | 19. Okt. 2012                         | Adam Kane          | Sibyl Gardner                   |
| 26         | 6         | Salsa um Mitternacht              | Just Between Friends       | 19. Juli 2011        | 26. Okt. 2012                         | Rosemary Rodriguez | Allison Robbins & John Romano   |
| 27         | 7         | Die nackte Wahrheit               | To Tell the Truth          | 26. Juni 2011        | 2. Nov. 2012                          | Tony Goldwyn       | Allison Robbins & Sibyl Gardner |
| 28         | 8         | Dunkle Freuden                    | Price of Admission         | 2. Aug. 2011         | 9. Nov. 2012                          | Rosemary Rodriguez | John Tinker                     |
| 29         | 9         | Vertauschte Rollen                | Signed, Sealed, Delivered  | 9. Aug. 2011         | 16. Nov. 2012                         | Rosemary Rodriguez | John Romano                     |
| 30         | 10        | Ein Schuss im Dunkeln             | Shot in the Dark           | 16. Aug. 2011        | 23. Nov. 2012                         | Michael Schultz    | Darin Goldberg & Shelley Meals  |